# Große Strandpforte

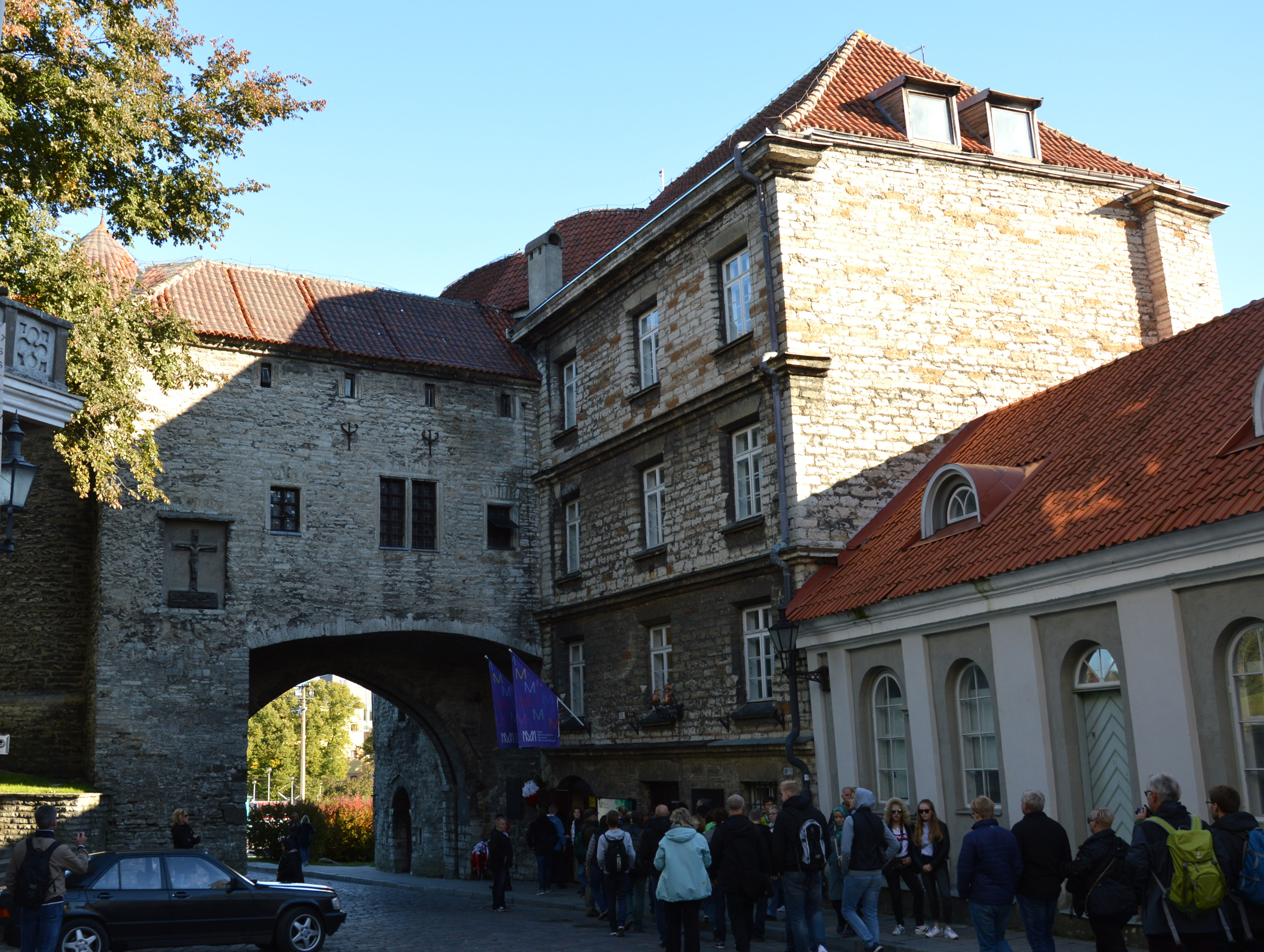
Große Strandpforte, Blick von der Stadtseite

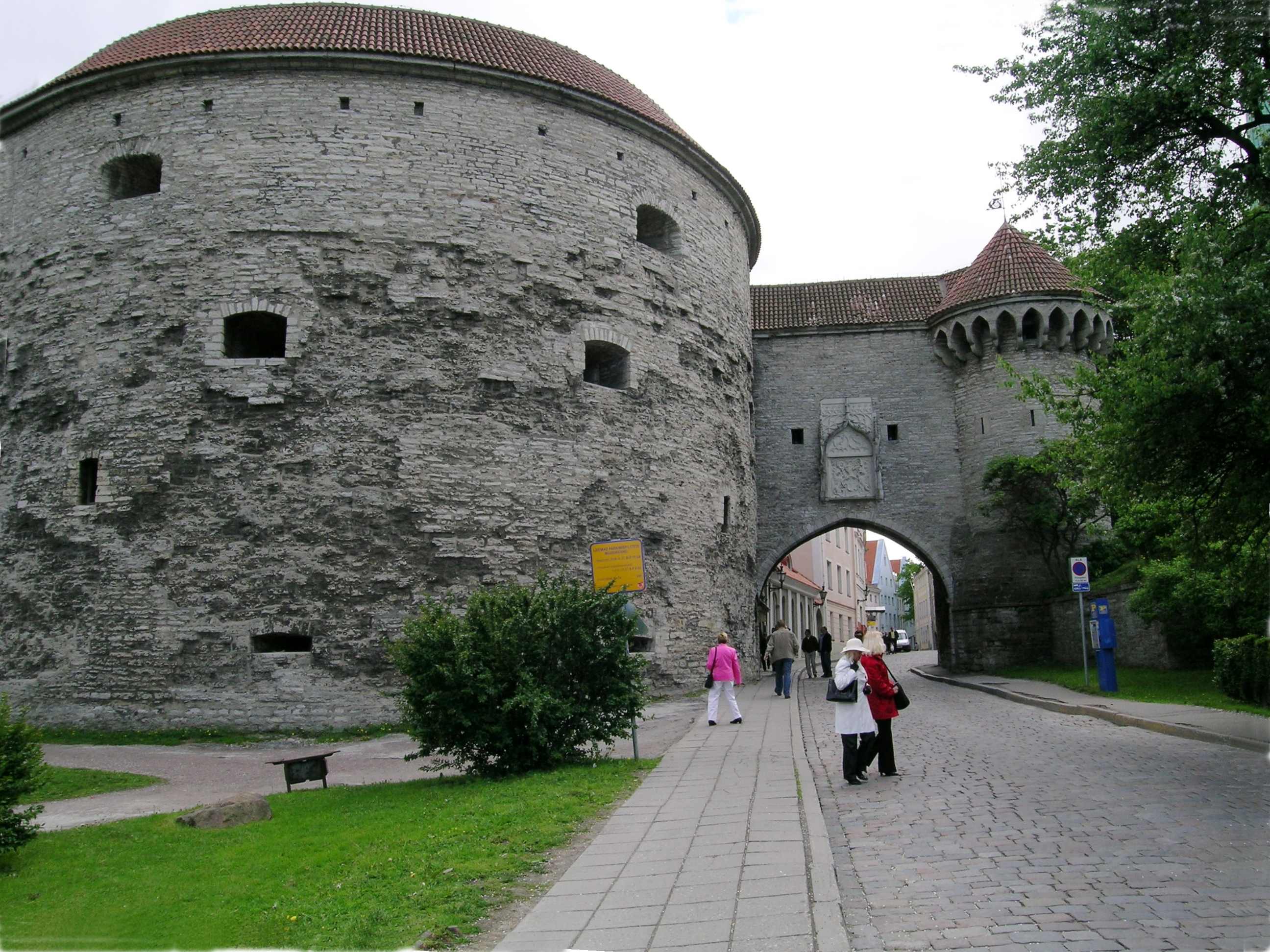
Außenseite, links die Dicke Margarethe

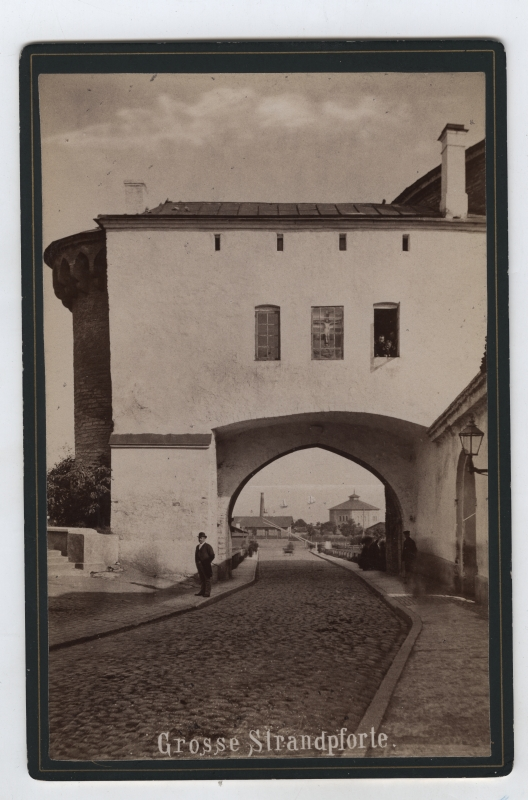
Stadtseite der Großen Strandpforte im Jahr 1875

Die Große Strandpforte (estnisch Suur Rannavärav), auch Großes Seetor oder Großes Strandtor ist ein Stadttor der Revaler Stadtbefestigung in der estnischen Hauptstadt Tallinn (Reval).

## Lage
Es befindet sich am Nordrand der Revaler Altstadt am Nordende der Langstraße (estnisch: Pikk). Unmittelbar östlich der Pforte befindet sich der Wehrturm Dicke Margarethe, in dem das Estnische Seefahrtsmuseum ansässig ist.

## Architektur und Geschichte

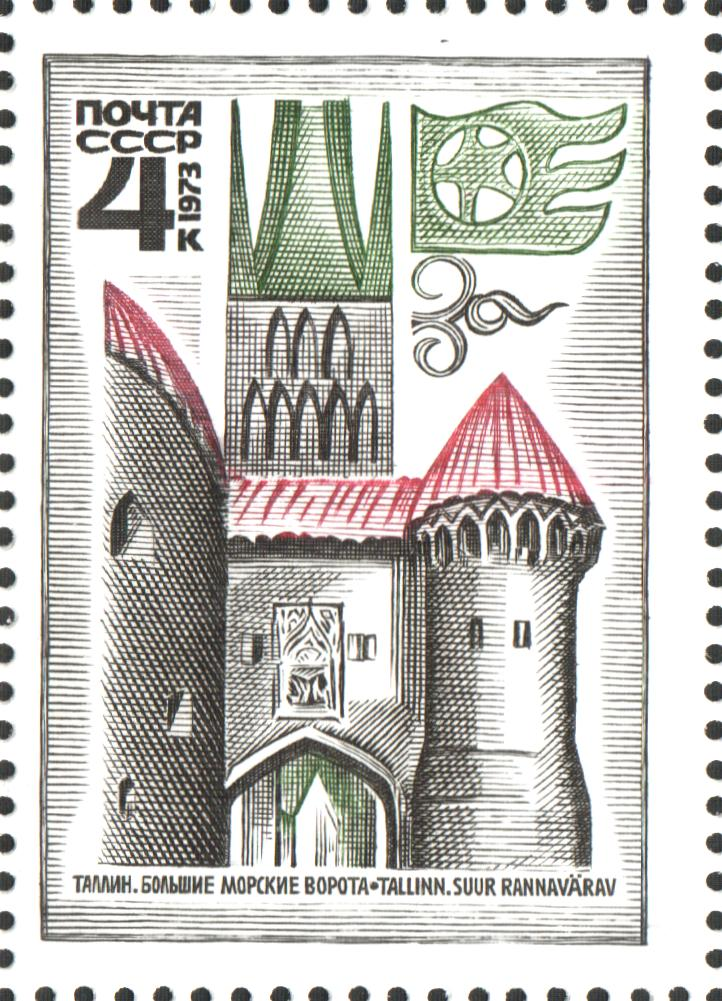
Briefmarke der sowjetischen Post mit einer Abbildung der Großen Strandpforte aus dem Jahr 1973

Ein erstes Tor in diesem Bereich entstand zusammen mit der Revaler Stadtmauer im 14. Jahrhundert. Anfang des 16. Jahrhunderts wurde die Pforte rekonstruiert und zugleich die Dicke Margarethe erbaut. Von der ursprünglichen Toranlage ist nur noch das 1529 fertiggestellte Vortor erhalten. Die Anlage diente als nördlicher Zugang nach Reval und zur Verteidigung der Stadt vor Angriffen von der vor dem Tor gelegenen Ostsee. Zugleich sollte sie aber auch über die Ostsee Anreisende beeindrucken. Die Nähe zur See und zum Hafen der Stadt gab der Toranlage den Namen. Das Tor befand sich dabei so nah am Meer, dass es bei Sturm vorkam, dass die Wellen bis ans Tor schlugen. Heute ist der Bereich zwischen Tor und dem einige hundert Meter entfernten Hafen in Teilen bebaut.